# Henk de Looper
Hendrik Christiaan „Henk” de Looper (ur. 26 grudnia 1912 w Hilversum, zm. 3 stycznia 2006 tamże) – holenderski hokeista na trawie, medalista olimpijski. Jego bratem był Jan, który także był hokeistą.
Pierwszymi i zarazem jedynymi igrzyskami dla de Loopera były igrzyska w Berlinie w 1936.  Podczas tych igrzysk sportowiec wraz z holenderską reprezentacją zdobył brązowy medal w hokeju na trawie (w czasie turnieju Holendrzy przegrali tylko półfinałowy mecz z Niemcami). De Looper wystąpił we wszystkich pięciu meczach, podobnie jak brat Jan.